# Jared McCain
Jared Dane McCain (Sacramento, 20 de fevereiro de 2004) é um jogador norte-americano de basquete profissional que atualmente joga no Philadelphia 76ers.
McCain jogou basquete universitário pelo Duke Blue Devils e foi selecionado pelos 76ers como a 16ª escolha do draft da NBA de 2024.

## Carreira no ensino médio
McCain frequentou a Centennial High School e foi nomeado o Jogador do Ano da Califórnia após ter médias de 16,9 pontos, 4,7 rebotes e 4 assistências em seu terceiro ano.
McCain teve médias de 17,7 pontos, 7,1 rebotes, 4 assistências e 1,5 roubos de bola em sua última temporada, sendo eleito mais uma vez o Jogador do Ano da Califórnia.

### Recrutamento
McCain foi um recrutamento consensual de cinco estrelas e um dos melhores jogadores da classe de 2023, de acordo com os principais serviços de recrutamento. Em 18 de março de 2022, ele se comprometeu a jogar basquete universitário por Duke, rejeitando as ofertas de Gonzaga, Kansas e Houston.

## Carreira universitária
Em 6 de novembro de 2023, McCain fez sua estreia em Duke e marcou 8 pontos em 15 minutos na vitória de 92–54 contra Dartmouth. Em 17 de janeiro de 2024, ele marcou 21 pontos e 5 rebotes na vitória de 72–71 contra Clemson. Em 29 de janeiro de 2024, McCain foi nomeado Calouro da Semana da ACC.
Em 17 de fevereiro de 2024, McCain marcou 35 pontos, sua melhor marca na carreira, igualando o recorde de calouro de Duke de Zion Williamson, na vitória de 76–67 contra Florida State. Em 19 de fevereiro de 2024, McCain foi novamente nomeado Calouro da Semana pela ACC pela segunda vez consecutiva.
Em 24 de março de 2024, McCain teve 30 pontos e 5 rebotes na vitória de 93–55 contra James Madison. Em 31 de março de 2024, ele marcou 32 pontos na derrota de 76–64 para NC State nas quartas de final do Torneio da NCAA.
Em 13 de abril de 2024, McCain se declarou para o draft da NBA de 2024, abrindo mão de sua elegibilidade universitária restante.

## Carreira Profissional

### Philadelphia 76ers (2024–Presente)
McCain foi selecionado pelo Philadelphia 76ers com a 16ª escolha geral no draft da NBA de 2024 e, em 4 de julho de 2024, ele assinou contrato com os Sixers.
Em 23 de outubro de 2024, McCain fez sua estreia na NBA em uma derrota de 124–109 contra o Milwaukee Bucks. Em 13 de novembro, ele registrou 34 pontos, sua melhor marca na carreira, e 10 assistências, também sua melhor marca, na derrota de 114–106 para o Cleveland Cavaliers.

## Estatísticas da carreira
| Ano      | Equipe   | PJ | PT | MPJ  | AP   | 3P   | LL   | RT  | AS  | BR  | TO | PPJ  |
| -------- | -------- | -- | -- | ---- | ---- | ---- | ---- | --- | --- | --- | -- | ---- |
| 2023–24  | Duke     | 36 | 36 | 31.6 | .462 | .414 | .885 | 5.0 | 1.9 | 1.1 | .1 | 14.3 |
| Carreira | Carreira | 61 | 46 | 16.5 | .429 | .314 | .824 | 3.1 | 1.3 | .5  | .2 | 6.6  |